# Olar
Olar est une ville située dans le comté de Bamberg, dans l’État de Caroline du Sud, aux États-Unis. Lors du recensement de 2020, elle comptait 215 habitants.